# Biserica de lemn din Cuciulat

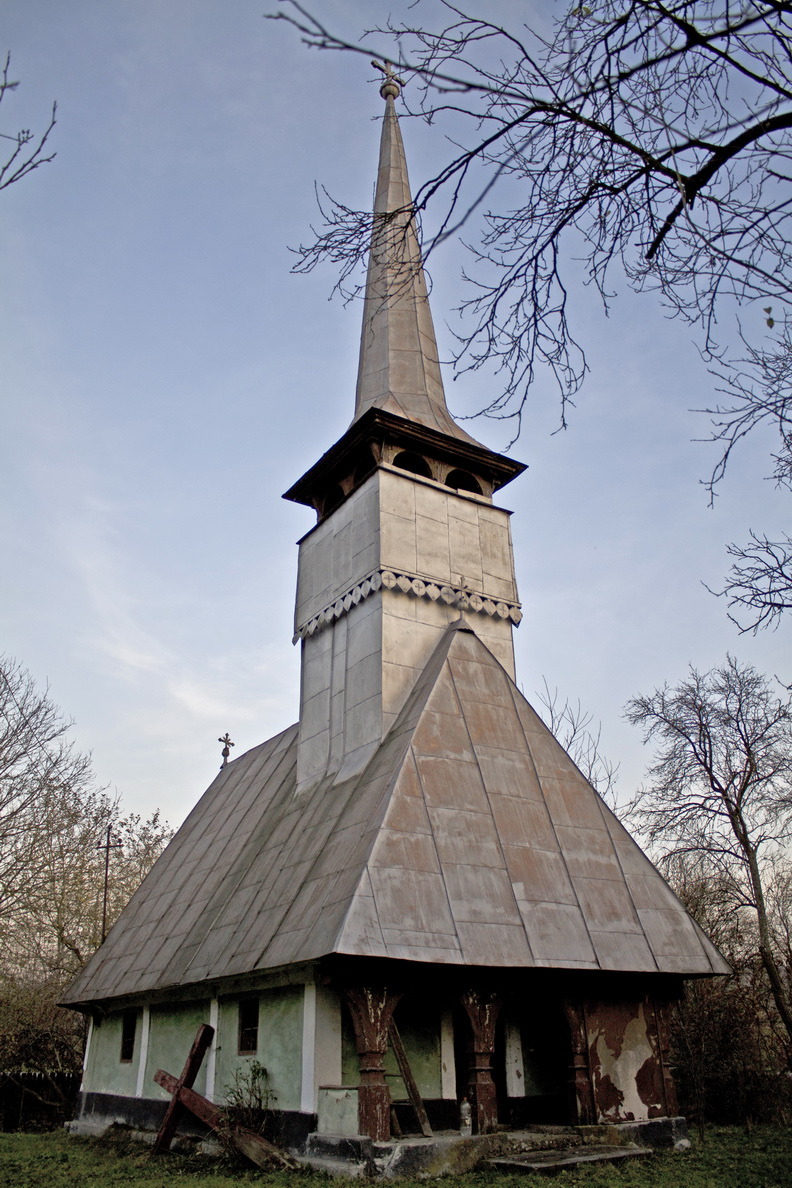
Biserica de lemn din Cuciulat

Biserica de lemn din Cuciulat se află în localitatea omonimă din județul Sălaj și este antedatată de o cruce din 1846 fixată pe peredele de sud. Biserica este reprezentativă pentru prima jumătate a secolului 19 însă a fost lăsată pe dinafara listei monumentelor istorice.

## Imagini

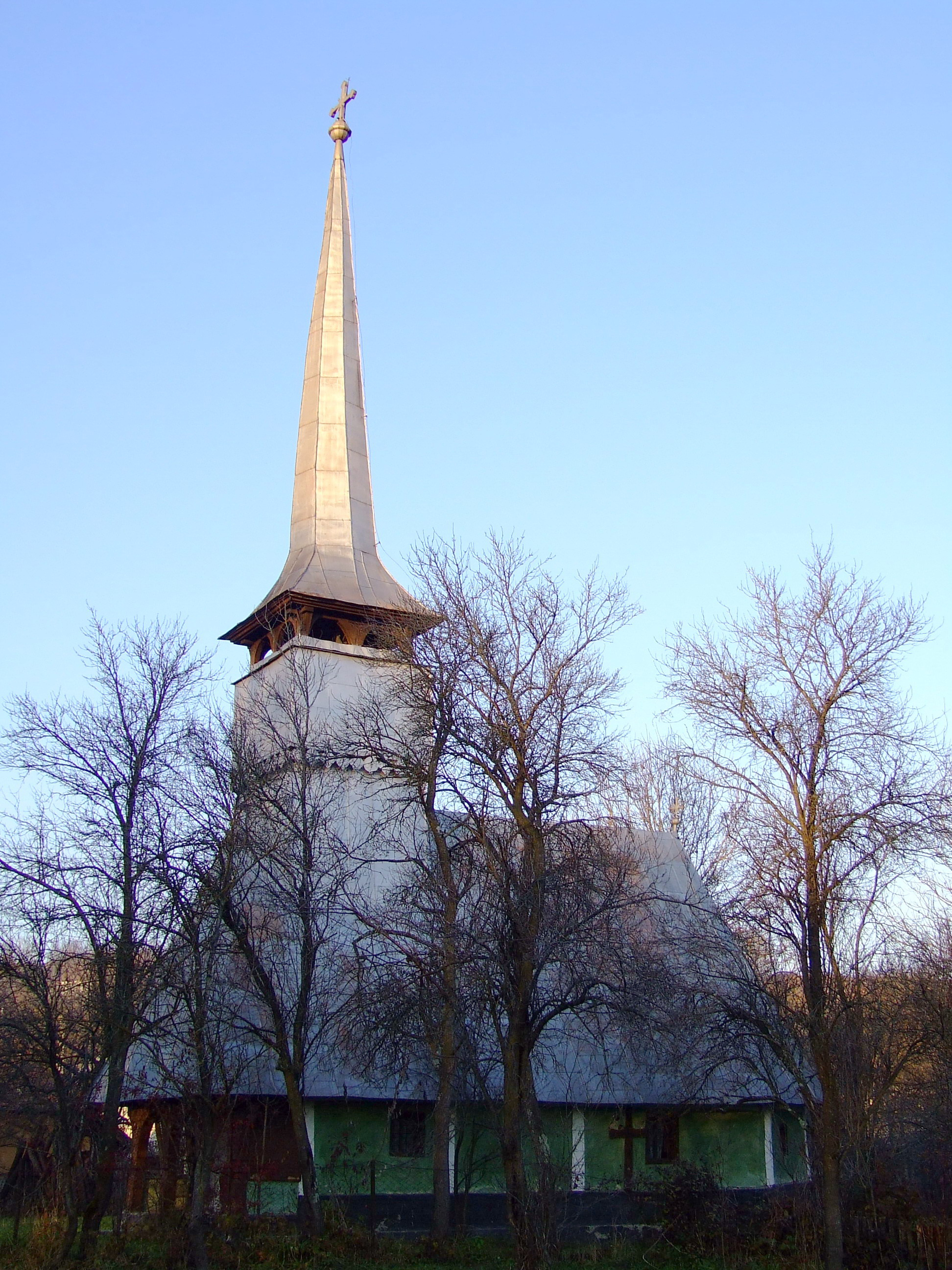